# Nur eine Handvoll Leben
Nur eine Handvoll Leben ist ein deutscher Fernsehfilm der Regisseurin Francis Meletzky (als Franziska Meletzky) aus dem Jahr 2016.

## Handlung
Annette Winterhoff ist in der 22. Woche schwanger, als sie in einer weiteren Untersuchung erfährt, dass irgendetwas mit dem Baby nicht stimmt. Der Kopf ist zu klein und der PAPP-A-Wert sei zu gering. Der Verdacht fällt auf Trisomie 18 und bestätigt sich durch eine Fruchtwasseruntersuchung, die Annette nur zögernd zulässt.
Die pubertäre Tochter Julia aus Annettes erster Ehe möchte bei ihrem Vater wohnen, der jedoch mit seiner Freundin zusammenziehen will und sie aufgrund ihrer weiteren Aussage in ein Internat schicken möchte. Als sie das Ultraschallbild findet, zündet sie dieses an. Als sie aber erfährt, dass das Baby Trisomie hat, fühlt sie sich schuldig. Gemeinsam mit ihrer jüngeren Schwester Eva vergraben sie die Dose mit dem Bild im Wald.
Thomas ist für eine Abtreibung, die aus rechtlichen Gründen vor der 24. Schwangerschaftswoche erfolgen muss, Annette hingegen kann sich damit nicht arrangieren. Schließlich geht sie dennoch mit einer gefälschten Unterschrift ihres Mannes in die Klinik, um das Kind abtreiben zu lassen. Als sie aber mit einem Stethoskop die Herztöne des Ungeborenen hört, entscheidet sie sich anders und verlässt die Klinik wieder. Annette und Thomas besprechen mit den Ärzten, wie es nun weitergehen soll. Da das Baby u. a. schwerste Herzfehler hat, wird es, falls es die Geburt überlebt, nur wenige Tage leben.
An Evas Geburtstag setzen die Wehen ein. Annette und Julia verlassen die Geburtstagsfeier. Julia bleibt bei ihrer Mutter in der Klinik, bis der Vater eintrifft und Julia ablöst. Er steht Annette bei der Geburt bei und sie bringt das Mädchen lebend zur Welt. Eva hatte mit Thomas besprochen, dass das Baby getauft werden soll. So wird es auf den Namen Claire getauft. Nur wenige Tage danach ist Claire gestorben, die Eltern halten sie in ihren Armen.

## Hintergrund
Der Film entstand im Auftrag des Westdeutschen Rundfunks Köln als eine Produktion des Kölner Unternehmens Zeitsprung Pictures. Er wurde im Mai/Juni 2015 in Köln und Umgebung gedreht. Die Premiere fand am 23. März 2016 im Ersten statt, dabei erreichte die Sendung einen Marktanteil von 9,7 Prozent.

## Rezeption
Der Film bekam überwiegend gute und sehr gute Kritiken. Gelobt wurde unter anderem das Schauspieler-Ensemble, insbesondere Hauptdarstellerin Annette Frier, die zuvor hauptsächlich komödiantische Rollen innehatte. Tilmann P. Gangloff nennt ihr Spiel „vorzüglich“, Spiegel-Kritikerin Anne Haeming bezeichnet es als „Geschenk“, wie Frier „all die Zerrissenheit, den Trotz, das aufblitzende Glücklichsein ihrer Annette in ihrem Gesicht, ihren Gesten, ihrer Stimme zeigt“. Auch die Leistung der Crew wird positiv erwähnt. So schrieb Ulrich Feld in der Frankfurter Neuen Presse, Kamerafrau Bella Halben habe „ein echtes Meisterstück abgeliefert“. Laut Gangloff gelingt Drehbuchautorin Henriette Piper und Regisseurin Franziska Meletzky „das Kunststück, dieser unendlich traurigen Geschichte trotzdem schöne Seiten abzugewinnen“. Das christliche Medienmagazin Pro lobt die Entscheidung der ARD, den schwierigen Stoff zur Hauptsendezeit auszustrahlen und zieht das Fazit: „Ohne die eine oder andere Denkweise zu verurteilen, greift der Film ein sensibles und sehr emotionales Thema gekonnt auf und zeigt, wie existenziell der dargestellte Konflikt Menschen verändern und berühren kann.“
„Friers verletzliches Spiel beeindruckt. Regisseurin Franziska Meletzky und Autorin Henriette Piper gelingt ein sensibles, berührendes, etwas voraussehbares Drama mit realistisch gezeichneten Figuren, das zum Ende aber versöhnlicher wirkt, als es Krankheit, Tod und Sterben im wahren Leben oft sind.“ (TV Spielfilm)

## Auszeichnungen
- 2016 Bobby der Bundesvereinigung Lebenshilfe